# Metelectrona
Metelectrona is een geslacht van straalvinnige vissen uit de familie van lantaarnvissen (Myctophidae). Het geslacht is voor het eerst wetenschappelijk beschreven in 1963 door Wisner.

## Soorten
- Metelectrona ahlstromi Wisner, 1963
- Metelectrona herwigi Hulley, 1981
- Metelectrona ventralis Becker, 1963